# بقعه اویس‌القرن
بقعه اویس القرن مربوط به سده‌های اولیه دوران‌های تاریخی پس از اسلام است و در شهرستان جوانرود، روستای صادق آباد واقع شده و این اثر در تاریخ ۲۵ اردیبهشت ۱۳۵۴ با شمارهٔ ثبت ۱۰۵۴ به‌عنوان یکی از آثار ملی ایران به ثبت رسیده است.